# コウノトリ科
コウノトリ科（コウノトリか、Ciconiidae）は、鳥綱コウノトリ目に属する科。模式属はコウノトリ属。

## 分布
アフリカ大陸、オーストラリア大陸、北アメリカ大陸南部、南アメリカ大陸、ユーラシア大陸、インドネシア、マダガスカル

## 形態
最大種はオオハゲコウもしくはアフリカハゲコウで最大全長150cm程と大型種で形成される。翼は大型で幅広い。
ズグロハゲコウ、Leptoptilos属、トキコウ属では頭部に羽毛がない。嘴は直線的で太く長いが、いくつかの属ではやや湾曲し先端が上下へ向かう。Anastomus属では下嘴が湾曲し上嘴との間に隙間がある。頸部は太い。

## 生態
草原、河川や湖、池沼、湿地等に生息する。上昇気流に乗りながら旋回しゆっくり羽ばたきながら飛翔する（ソアリング）こともある。
食性は動物食で魚類、両生類、爬虫類、鳥類やその卵、小型哺乳類、昆虫類、甲殻類、貝類、動物の死骸等を食べる。
繁殖形態は卵生で、主に樹上等に木の枝を組み合わせた巣を作り卵を産む。オスは鳴く、嘴を打ち鳴らす（クラッタリング）等の行動でメスに求愛する。雌雄とも抱卵や雛の世話を行う。

## 分類
- スキハシコウ属　Anastomus
  - Anastomus lamelligerus　クロスキハシコウ　African openbill
  - Anastomus oscitans　シロスキハシコウ　Asian openbill
- コウノトリ属　Ciconia
  - Ciconia abdimii　アオハシコウ　Abdim's stork
  - Ciconia boyciana　コウノトリ　Oriental stork
  - Ciconia ciconia　シュバシコウ　White stork
  - Ciconia episcopus　シロエリコウ　Woolly-necked stork
  - Ciconia maguari　エンビコウ　Maguari stork
  - Ciconia nigra　ナベコウ　Black stork
  - Ciconia stormi　コブハシコウ　Storm's stork（白襟鸛の亜種とする説もあり）
- Ephippiorhynchus
  - Ephippiorhynchus asiaticus　セイタカコウ　Black-necked stork
  - Ephippiorhynchus senegalensis　クラハシコウ　Saddle-billed stork
- ズグロハゲコウ属　Jabiru
  - Jabiru mycteria　ズグロハゲコウ（ズグロコウ）　Jabiru
- ハゲコウ属　Leptoptilos
  - Leptoptilos dubius　オオハゲコウ　Greater adjutant
  - Leptoptilos crumeniferus　アフリカハゲコウ　Marabou stork
  - Leptoptilos javanicus　コハゲコウ　Lesser adjutant
- トキコウ属　Mycteria
  - Mycteria americana　アメリカトキコウ　Wood stork
  - Mycteria cinerea　シロトキコウ　Milky stork
  - Mycteria ibis　アフリカトキコウ　Yellow-billed stork
  - Mycteria leucocephala　インドトキコウ　Painted stork

## 画像

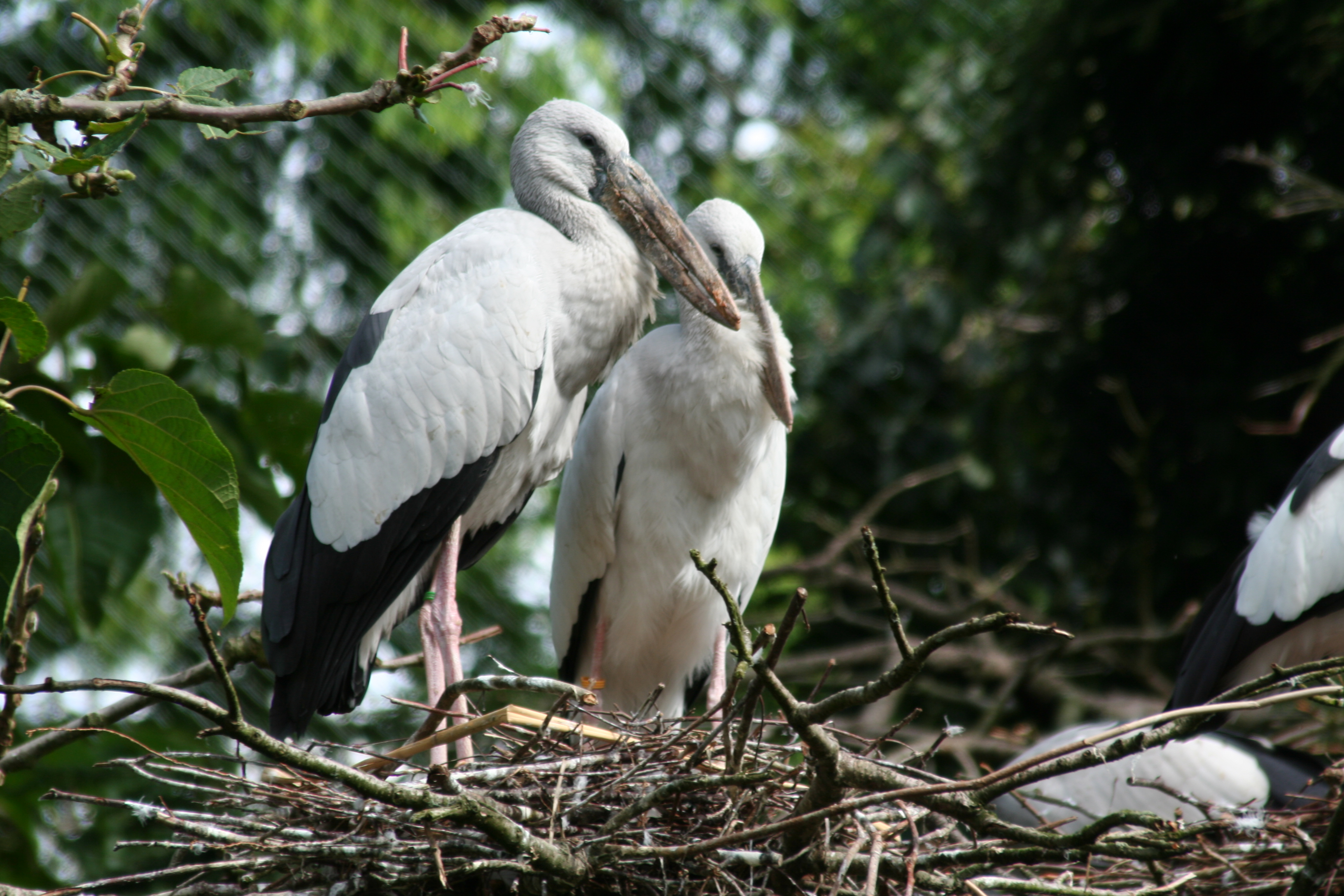
シロスキハシコウ A. oscitans
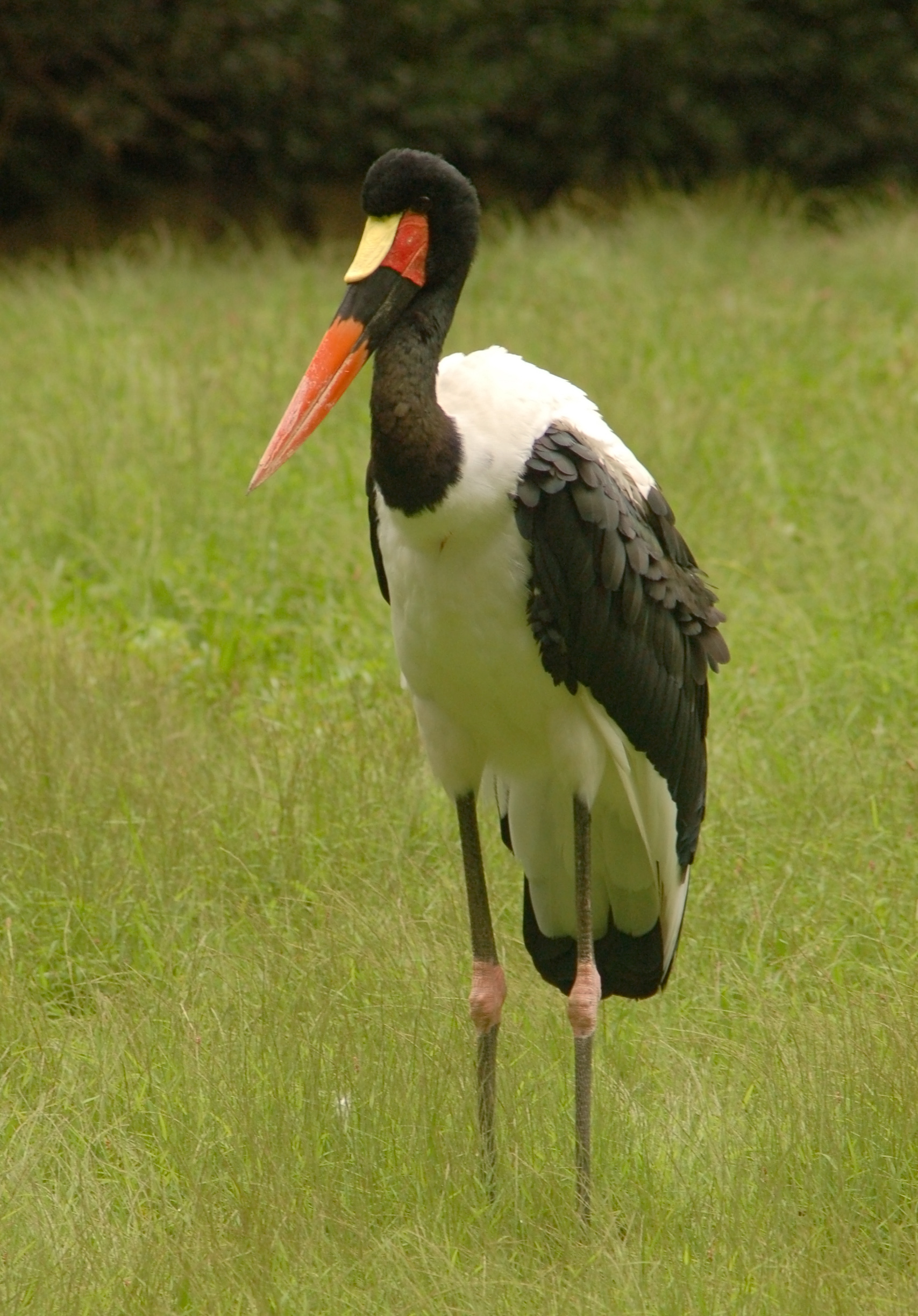
クラハシコウ E. senegalensis
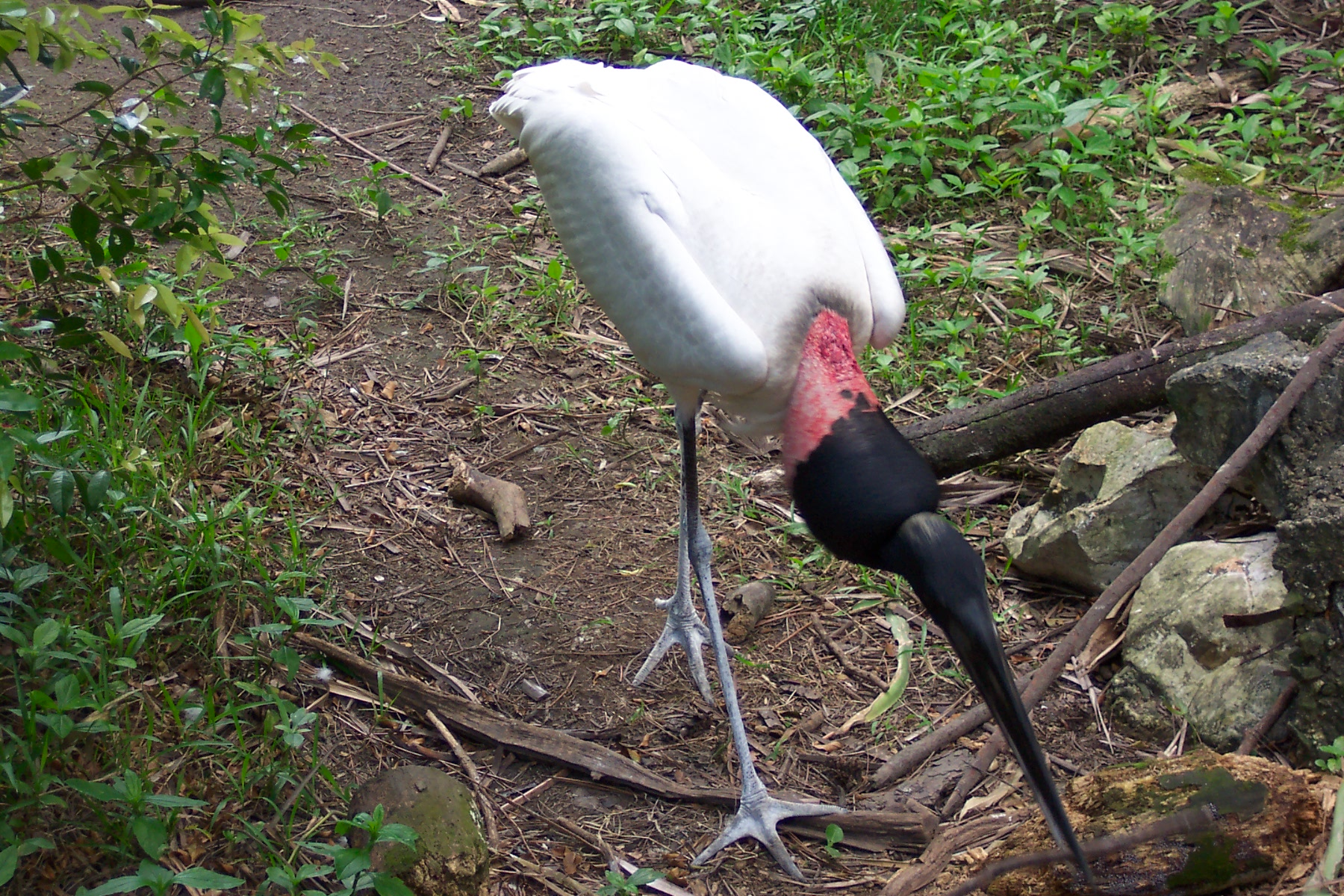
ズグロハゲコウ J. mycteria
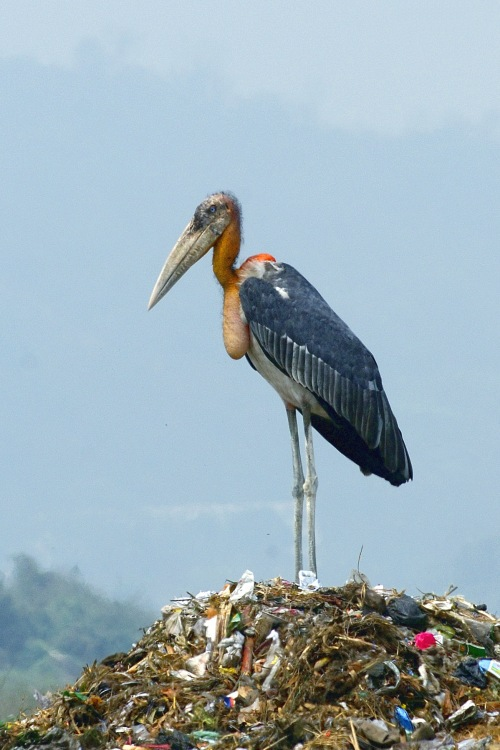
オオハゲコウ L. dubius
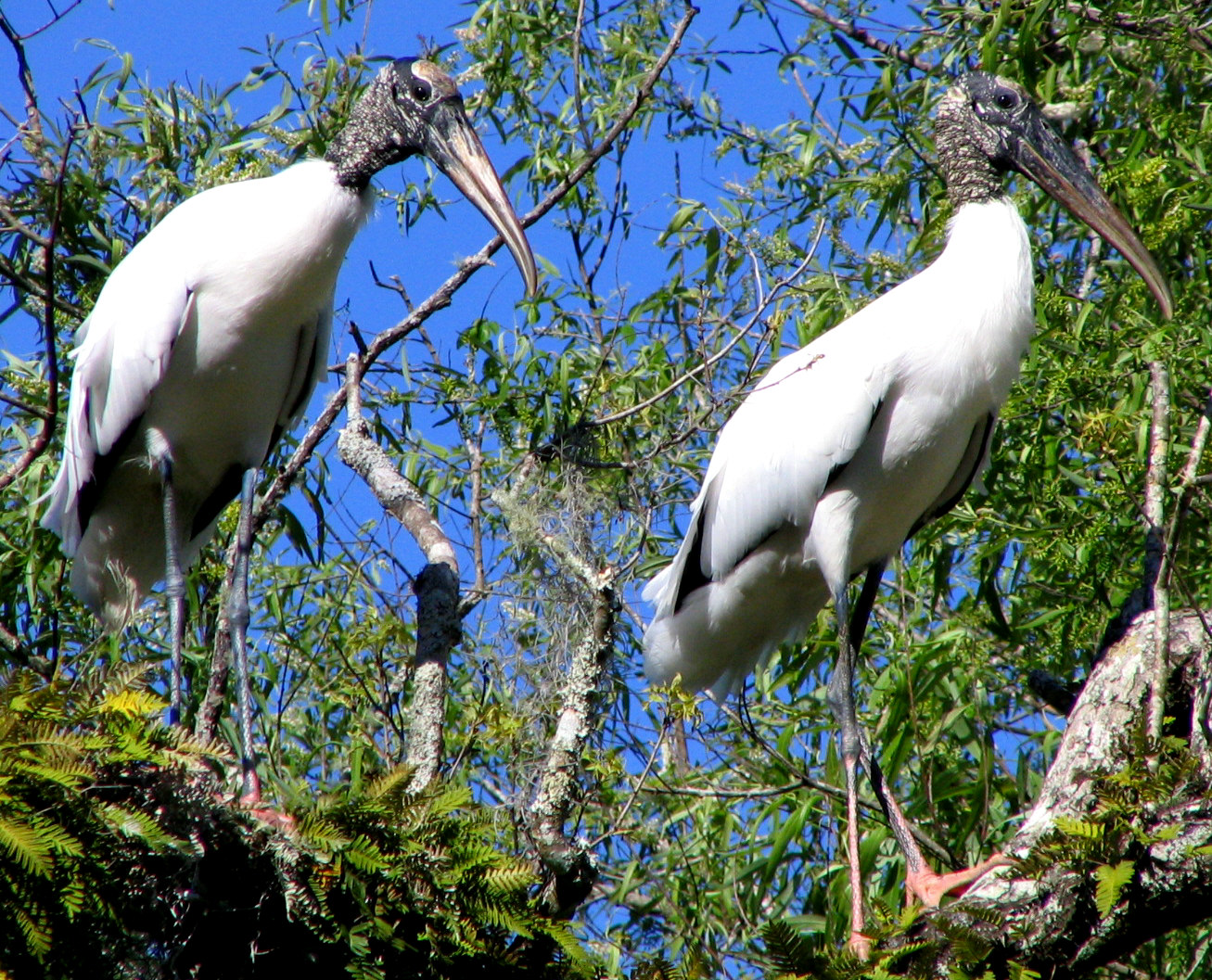
アメリカトキコウ M. americana

## 人間との関係
シュバシコウは農耕地等にも生息し時に民家の煙突等に巣を作ることから、人間に身近な鳥とされる。そのため幸福や多産の象徴として大切にされた。スイス等のヨーロッパの一部ではコウノトリが赤ん坊を運ぶという伝承も産まれた。
オオハゲコウはゴミを漁ることもある。
開発による生息地の破壊により生息数が減少している種が多い。コウノトリの亜種ニホンコウノトリも乱獲や生息環境の破壊により明治時代以降生息数が激減し、日本に分布していた個体群は絶滅している。